# クルチャトフ賞
クルチャトフ賞は、原子核物理学および原子力分野での優れた業績に対して贈られる賞。ソ連科学アカデミーにより1960年2月9日にイーゴリ・クルチャトフと原子核物理学、原子力エネルギー、原子力工学の分野に対する彼の生涯の貢献を称えて創設された。
ソ連においては、1962年から3年ごとに授与された。1989年まで賞金も賞の一部に含まれていた。のちにロシアでは、クルチャトフ金メダル賞が再開され、1998年よりメダルが授与されている。

## ソ連時代
- 1962: Pyotr Spivak、Yuri Prokoviev
- 1965: Yuriy Prokoshkin、Vladimir Rykalin、Valentin Petruhin、Anatoly Danubians
- 1968: Anatoly Aleksandrov
- 1971: Isaak Kikoin
- 1974: ユーリ・ハリトン、サヴェリー・モイセヴィッチ・ファインバーグ
- 1977: ヤーコフ・ゼルドビッチ、Fyodor Shapiro
- 1980: Isai Izrailevich Gurevich、Boris Nikolsky
- 1981: William d'Haeseleer
- 1983: Vladimir Mostovoy
- 1986: Venedikt Dzhelepov、Leonid Ponomarev
- 1989: ゲオルギー・フリョロフ、ユーリイ・オガネシアン

## ロシア時代
- 1998: Aleksey Ogloblin
- 2000: ニコライ・ドレジャーリ
- 2003: Yuri Trutnev
- 2008: Oleg G. Filatov
- 2013: Yevgeny Avrorin
- 2018: Nikolai Jewgenjewitsch Kucharkin
- 2023: Jewgeni Pawlowitsch Welichow, Michail Walentinowitsch Kowaltschuk